# Imberga
Imberga (... – post 744) fu una duchessa longobarda, reggente del ducato di Asti fino al 744.
Sposata con Teodone e sorella di re Liutprando, governò  il Ducato di Asti dopo la morte del marito e la prematura scomparsa del figlio Ansulfo, ferito da un dardo durante una battuta di caccia. Mantenne la reggenza per tutto il regno di Liutprando.